# Liste von Corrales de comedias in Spanien

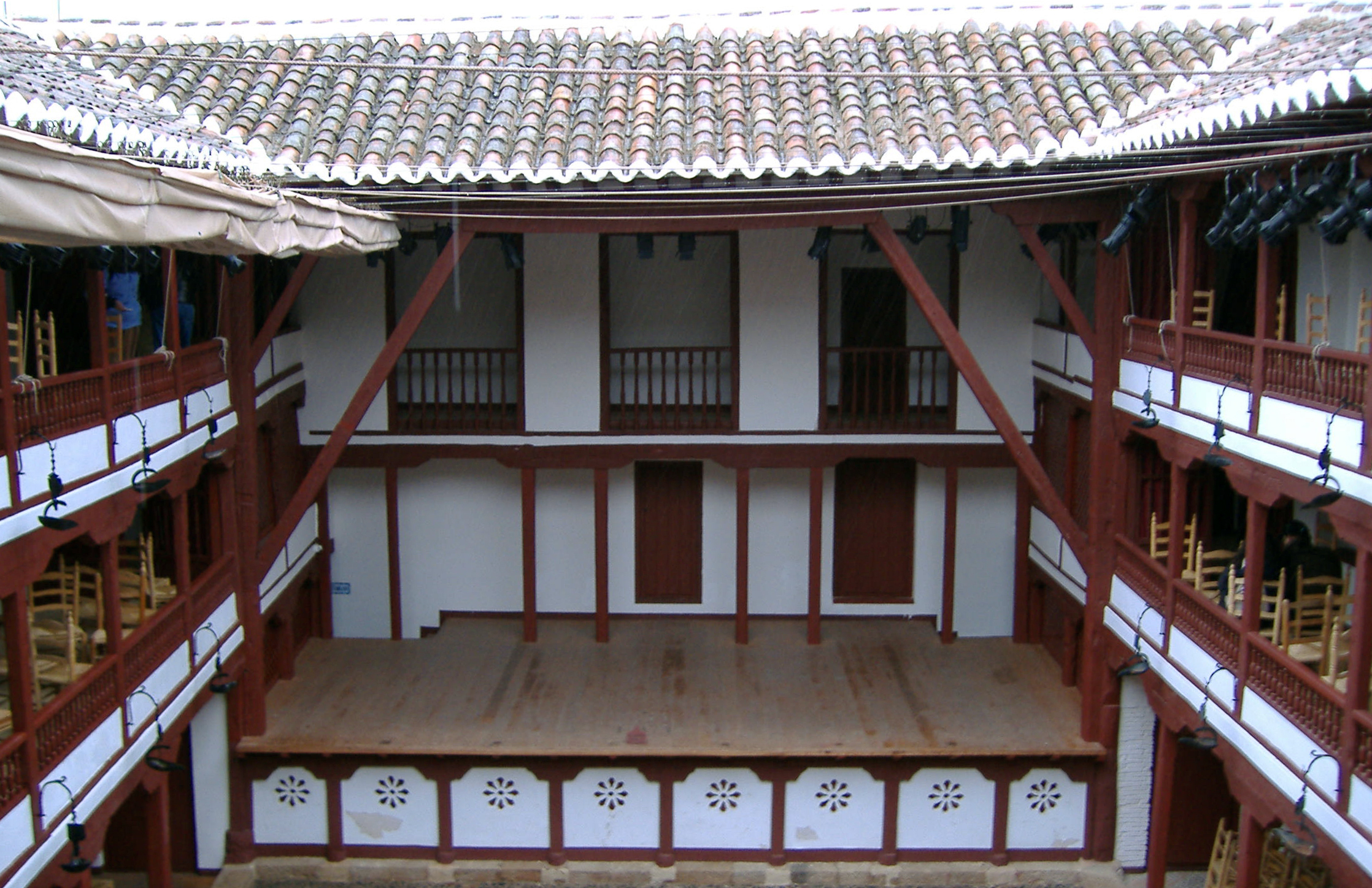
Corral de comedias von Almagro (Ciudad Real)

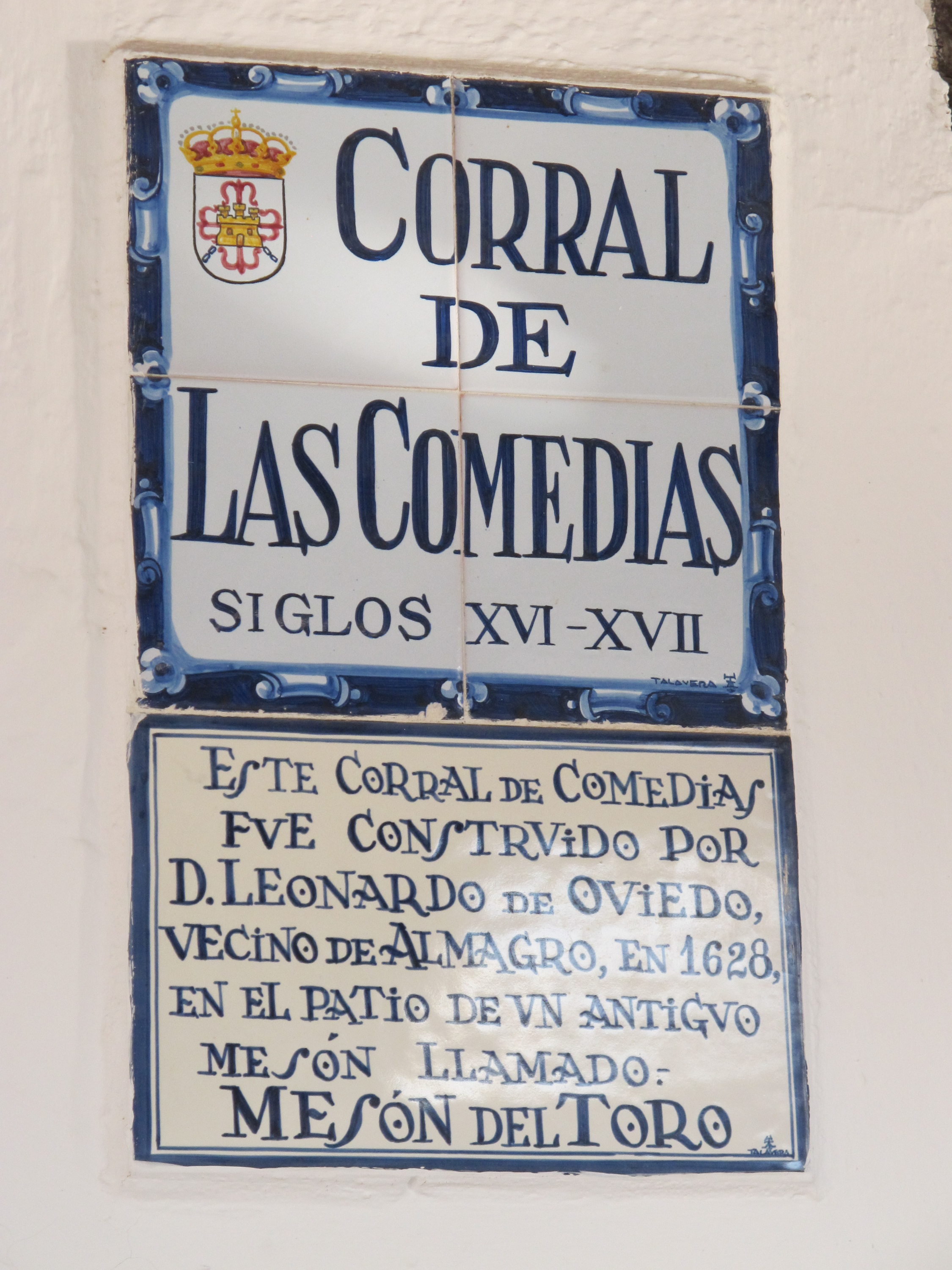
Corral de Comedias de Almagro, Ciudad Real (Übersetzung der Aufschrift): Dieser Corral de Comedias wurde von Don Leonardo Oviedo, der 1628 in Almagro wohnte, auf dem Hof eines alten Gasthofes namens Gasthof zum Stier erbaut.

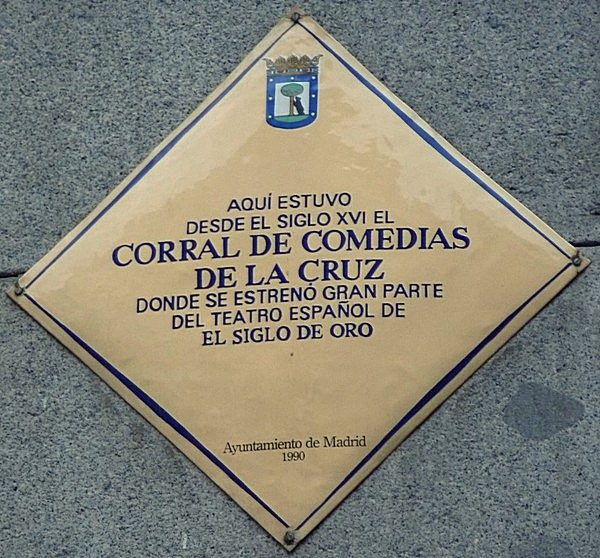
Corral de comedias de la Cruz, Madrid (Erinnerungstafel)

Dies ist eine Liste von Corrales de comedias in Spanien. Ein Corral de comedias (wörtlich ein „Theaterhof“) ist eine Art spanisches Freilufttheater im Innenhof eines Häuserblocks. Im Spanischen wurden alle weltlichen Stücke comedias (Komödien) genannt, die drei Genres umfassten: Tragödie, Drama und Komödie. Im spanischen Goldenen Zeitalter begleiteten die Corrales als beliebte Aufführungsorte den erstaunlichen Aufstieg des spanischen Theaters. Der Anfang des 17. Jahrhunderts erbaute Corral de comedias von Almagro in der spanischen Provinz Ciudad Real in der Autonomen Gemeinschaft Kastilien-La Mancha ist der einzige Spaniens, in dem noch Aufführungen dargeboten werden. An das Teatro de la Cruz, das bedeutendste verschiedener Spielstätten dieser Art in Madrid, erinnert heute nur noch eine Hinweistafel. Die folgende Liste erhebt keinen Anspruch auf Vollständigkeit oder Aktualität.

## Übersicht
- Corral de Comedias de Alcalá
- Corral del Coliseo
- Corral de comedias de Almagro
- Corral de comedias de la Olivera
- Corral de la Montería
- Corral del Carbón
- Teatro de la Cruz
- Hospital de la Encarnación
- Hospital del Comendador Don Alonso Sotelo
- Mesón de la Fruta
- Teatro Principal (Barcelona)
- Teatro del Príncipe
- Teatro de los Caños del Peral
- Teatro Principal (Zamora)
- Territorio ArtLanza